# تپه قلعه آق کند
تپه قلعه آق کند در شهرستان زنجان، بخش مرکزی، روستای آق کند واقع شده و این اثر در تاریخ ۷ مهر ۱۳۸۱ با شمارهٔ ثبت ۶۲۴۷ به‌عنوان یکی از آثار ملی ایران به ثبت رسیده است.